# Mark Elrick
Mark Elrick (Auckland, 7 de abril de 1967) é um ex-futebolista profissional neo-zelandês que atuava como atacante.

## Carreira
Mark Elrick se profissionalizou no North Shore United.

## Seleção
Mark Elrick integrou a Seleção Neozelandesa de Futebol na Copa das Confederações de 1999.

## Títulos
Nova Zelândia
- Copa das Nações da OFC de 1998